# Шамерзади
Шамерзади — северо-западный иранский язык индоевропейской семьи языков. Распространен в городе Шамерзад шахрестана Мехдишар остана Семнан.

## Генеалогическая и ареальная информация
Наиболее близким языком-родственником шамерзади является мазандеранский язык, некоторыми исследователями допускается признание шамерзади его диалектом. Вместе с мазандеранским, а также с языками гургани, гиляки и рудбари, относится каспийским языкам. Может быть отнесён к семнанскому языковому союзу (также называется комисенианским языковым союзом или языковым союзом кумеши).

## Социолингвистическая информация
По оценкам самих местных жителей Шамерзада на шамерзади говорят около 5 тысяч человек. Согласно статье В. С. Расторгуевой в издании «Языки мира. Иранские языки. II. Северо-западные иранские языки», жители города не считают себя мазандеранцами и не называют свой язык мазандеранским. При этом в 2003 году горожане подали официальное прошение о включении в состав остана Мазендеран (удовлетворено не было). Х. Борьян пишет, что «многие» говорщие на шамерзади считают свой язык разновидностью мазандеранского.
Шамерзади используется только в устном общении, в качестве письменного языка говорящие на шамерзади используют персидский язык.

## Фонетика

### Вокализм
Возможен следующий фонологический анализ системы гласных шамерзади (в квадратных скобках указаны фонетические реализации):
| Подъём  | Ряд           | Ряд           |
| Подъём  | Передние      | Задние        |
| ------- | ------------- | ------------- |
| Высокие | /i/ [i]       | /ü/ [u, ʉ, ʏ] |
| Средние | /e/ [e, ɪ]    | /ö/ [o, ʊ, ɵ] |
| Средние | /ɛ/ [ɛ, ɜ, ə] | /ö/ [o, ʊ, ɵ] |
| Низкие  | /a/ [a, æ, ɐ] | /â/ [ɑ, ɒ]    |

#### Ударение
В существительных типично ударение на последний слог:
- angír
виноград

В глаголах наблюдается более сложный акцентуационный паттерн:
- В глаголах в форме повелительного и сослагательного наклонения ударение падает на суффикс bá-:
  - bá-xor
IMP-есть
ешь (повелит. наклонение)
  - bá-xor-i
SUBJ-есть. PRES-2SG
ты бы ел (сослаг. наклонение)
- В формах настоящего-будущего времени ударение падает на предпоследний (пенультимативный) слог:
  - xor-ém-ma
IMP-есть. PRES-PRES-1SG
я ем; я буду есть
- В глаголах прошедшего времени ударение падает на последний слог основы:
  - ba-rɛkkí-a
PERF-чесать. PST-3SG
(он) почесал
- Ударение всегда на себя принимает негационный префикс mV-:
  - me-ná-xōrd-ī [Жуковский 1922]
IPFV-NEG-есть. PST-2SG
ты бы не ел

### Консонантизм
Консонантизм шамерзади совпадает с системой согласных мазандеранского языка. Всего в данной системе согласных насчитывается 22 согласных звука.
| По способу образования | По способу образования | По месту образования | По месту образования | По месту образования | По месту образования | По месту образования | По месту образования | По месту образования |
| По способу образования | По способу образования | Губно-губные         | Губно-зубные         | Переднеязчные        | Палатальные          | Велярные             | Увулярные            | Фарингальные         |
| ---------------------- | ---------------------- | -------------------- | -------------------- | -------------------- | -------------------- | -------------------- | -------------------- | -------------------- |
| Взрывные               | Взрывные               | p b                  |                      | t d                  |                      | k g                  |                      |                      |
| Аффрикаты              | Аффрикаты              |                      |                      | ʧ ʤ                  |                      |                      |                      |                      |
| Фрикативные            | Однофокусные           |                      | f v                  | s z                  |                      |                      | x γ                  | h                    |
| Фрикативные            | Двухфокусные           |                      | ʃ ʒ                  |                      |                      |                      |                      |                      |
| Носовые                | Носовые                | m                    |                      | n                    |                      |                      |                      |                      |
| Аппроксиманты          | Аппроксиманты          |                      |                      | l                    | j                    |                      |                      |                      |
| Дрожащие               | Дрожащие               |                      |                      | r                    |                      |                      |                      |                      |

## Типологическая характеристика

### Тип (степень свободы) выражения грамматических значений
Как и другие современные иранские языки, шамерзади сочетает в себе как аналитические, так и синтетические черты. Из аналитических свойств грамматической системы шамерзади стоит отметить наличие 4 аналитических глагольных форм и фиксированный порядок слов SOV (см. раздел «Базовый порядок слов» ниже), который в условиях слияния винительного и дательного падежей помогает различать прямое и косвенное дополнение. Кроме того, аналитический способ выражения существует и у форм множественного числа благодаря лексеме hama 'все':
- angir-∅ hama širin=ena
виноград-NOM.SG все сладкий=COP.3PL
Ягоды винограда — сладкие (букв. винограды все сладкие)

В то же самое время, в шамерзади развита глагольная морфология (всего насчитывается 9 глагольных форм, 5 из которых — синтетические).

### Характер границы между морфемами
Именная морфология может быть охарактеризована как агглютинативная. Например, в словоформе:
- pier-hå-rå [Morgenstierne 1960]
отец-PL-ACC
отцам; отцов (в.п.)

морфема -hå однозначно соответствует множественному числу существительных, -rå — винительно-дательному падежу: ср. слоформы angur-hâ [Kalbāsi 2009] (виноград-PL), miš-ra (мышь-ACC). Тем не менее, множественное число может быть выражено также аффиксами -on (зафиксирован, например, в словоформе zanon 'женщины') и -un (зафиксирован в материале Х. Пуркарима: čašun 'глаза', dârun 'деревья').
Глагольная же формология более флективна. Например, окончания -ma и -am несут в себе как граммему единственного числа, так и граммему первого лица для изъявительного и сослагательного наклонений соответственно. Также в морфологической системе шамерзади присутствует всегда ударный префикс bV-, который используется для образования форм сослагательного и повелительного наклонений. Он же совпадает с морфемой bV-, использующейся для маркирования форм прошедшего совершённого времени и не попадающей под ударение.

### Локус маркирования

#### Посессивная именная группа
В посессивной именной группе наблюдается обратная изафетная конструкция («inverse ezafa», «reverse ezafa») — иными словами, в посессивной именной группе языка шамерзади зависимостное маркирование:
- böz-e sar
коза-EZF голова
голова козы

Ср. с персидским прямым изафетом, примером вершинного маркирования в посессивной именной группе:
- barādar-e Maryam
брат-EZF Марьям
брат Марьям

Обратный изафет также можно найти в морфологической системе гиляки — как в восточно-гилякском, так и в западно-гилякском.

#### Предикация
В шамерзади преобладает зависимостное маркирование в предикации: подлежащее не маркируется (морфема именительного падежа нулевая), с ним же согласуется по лицу и числу глагол; прямое дополннение же несёт на себе морфему винительно-дательного падежа. Например:
- bäγγål-Ø ürä bä-zé-ä
бакалейщик-NOM он. ACC PERF-ударить. PST-3SG
бакалейщик ударил его

### Тип ролевой кодировки
Шамерзади относится к языкам номинативно-аккузативного строя.

#### Клауза с двухместным предикатом
В предложении:
- un tǖtī́-Ø däkún-rä mä-på̄́s-ä [Christensen 1935]
тот попугай-NOM лавка-ACC IPFV-следить. PST-3SG
попугай следил за лавкой

подлежащее «попугай» маркировано нулевым именительным падежом; на прямом дополнении «лавка» висит морфема -rä, обозначающая винительно-дательный падеж.

#### Агентивная клауза с одноместным предикатом
В предложении:
- mö ke ba-resi-ma ü ba-šé be 
 я когда PERF-прибывать-1SG он PART-уходить быть. PST.3SG
 он (уже) ушёл, когда я пришёл

подлежащие «я» и «он» выражены в форме именительного падежа (mö и ü соответственно).

#### Пациентивная клауза с одноместным предикатом
В предложении:
- ü bɛ-n(n)ek-e jɛn jēr ket-æ 
 он PERF-упал-3SG с под крыша-ACC 
 он упал с крыши

Подлежащие «он» (семантически выражающее пациенса) выражается местоимением в форме именительного падежа (ü).

### Базовый порядок слов
Пример un tǖtī́ däkún-rä mä-på̄́s-ä иллюстрирует базовый порядок слов в шамерзади, то есть SOV, свойственный для большинство иранских языков. В целом структура как сложных, так и простых предложений не отличается от мазандеранской. В частности, в мазандеранском, а следовательно и в шамерзади, прямое дополнение может быть отделено от сказуемого прямым дополнением или обстоятельством. Эти факты рождают однозначную интерпретацию следующего предложения, в котором как прямое дополнение, так и косвенное выражены формами винительно-дательного падежа личных местоимений tö 'ты' и ü 'он/она/оно':
- mö üra tar dɛ-m-ma
я. NOM он. ACC ты. ACC дать. PRES-PRES-1SG
я дам это тебе

## Особенности

### Контракция и ассимиляция в формах настоящего времени[ссылка 11]
Для формирования форм настоящего времени используется назальный суффикс -(V)m- / -(V)n-. На стыке данного суффикса и личного окончания, начинающегося с гласной, может происходить контракция двойного /m/, например:
- xor-ɛ́-m-ma → xorɛ́ma[комментарий 3]
есть. PRES-EPENTH-PRES-1SG
я ем

Основы глаголов, кончающиеся на /n/, теряют эту конечную /n/ во втором и третьем лице для различения форм единственного и множественного числа. Так, формы настоящего времени 3-го л. ед. ч. и 3-го л. мн. ч. глагола -zen- : -ze- 'бить, ударять' выглядят следующим образом:
- ze-n-a / ze-n-na
бить. PRES-PRES-3SG / бить. PRES-PRES-3PL
 (он) ударяет / (они) ударяют

Основы глаголов, кончающиеся на /r/, теряют или ассимилируют эту конечную /r/ при образовании форм. Это происходит, например, с основой настоящего времени dâr- глагола 'иметь':
- dâr-n-a → dâna
иметь. PRES-PRES-3SG
он имеет
- dâr-n-na → dânna
иметь. PRES-PRES-3PL
они имеют
- dâr-n-ma → dâmma
иметь. PRES-PRES-1SG
я имею

Тем не менее, ассимиляции/утраты конечного /r/ глагольных основ не происходит в случаях, когда возможно смешение основ:
- šur-ɛ-m-mi ↛ *šu-m-mi (так как в лексической системе присутствует глагол šummi '(мы) идём')
мыть. PRES-EPENTH-PRES-1PL

### Имперфектив
Имперфектив — одна из наиболее существенных изоглосс между шамерзади и мазандеранским. Предположительно суффикс mV-, используемый для образования форм имперфекта, был заимствован из персидского, однако, в отличие от языка-донора, в шамерзади не развилась симметричная система времён, а имперфект существует только в прошедшем времени.
Пример форм имперфекта для глагола -xor- : -xord- 'есть':
|      | Единственное ч. | Множественное число. |
| ---- | --------------- | -------------------- |
| 1 л. | mo-xórd-ɛ-ma    | mo-xórd-ɛ-mi         |
| 2 л. | mo-xórd-i       | mo-xórd-ɛ-ni         |
| 3 л. | mo-xórd-a       | mo-xórd-ɛ-na         |

## Список используемых сокращений
- 1 — первое лицо
- 2 — второе лицо
- 3 — третье лицо
- ACC — винительно-дательный падеж
- EPENTH — эпентетический
- EZF — изафетный показатель
- IMP — императив
- IPFV — имперфект
- NEG — отрицание
- NOM — именительный падеж
- PART — причастие
- PERF — перфективный аспект
- PL — множественное число
- PRES — настоящее время
- PST — прошедшее время
- SG — единственное число
- SUBJ — сослагательное наклонение

## Список использованной литературы
- В. С. Расторгуева. Шамерзади язык//диалект // Языки мира: Иранские языки. II. Северо-западные иранские языки. — М.: Индрик, 1999. — С. 135–141. — 302 с. — P. 137–141. — 800 экз. — ISBN 5-85759-099-X.
- H. Borjian. The Caspian Language of Šahmirzād (англ.) // Journal of the American Oriental Society. — 2019. — Vol. 139, iss. 2. — P. 361–180. — doi:10.7916/d8-gdr9-vp50.
- H. Borjian. The Komisenian Dialect of Aftar (англ.) // Archiv Orientální. — 2008. — Vol. 76, iss. 3. — P. 379—416. — doi:10.7916/D8N02H9X.
- Gilān x. Languages // Encyclopædia Iranica (англ.). — Brill Academic Publishers, 2001. — Vol. X. — P. 660–668. — ISBN 978-0933273566.

### Комментарии
1. ↑  Ср. посессивную конструкцию в восточно-гилякском:
  - xærs-ə kutə
медведь-EZF детёныш (???)
медвежонок (букв. детёныш медвежонка)

и в западно-гилякском:
  - baγ-ə gul-an
сад-EZF цветок-PL
садовые цветки (букв. цветки сада)
2. ↑  В случае, если же прямое дополнение является неопределённым объектом или категорией объектов, оно может быть выражено через именительный падеж:

  - šiša-Ø bä-škéd-i
бутылка-NOM PERF-разбить. PST-2SG
ты разбил бутылку?
3. ↑  Иногда вместо контракции двойного /m/ происходит личного окончания. таким образом, альтернативным является переход xor-ɛ́-m-ma → xorɛ́m (с морфемным членением xor-ɛ́m).